# Atractus boettgeri
Atractus boettgeri este o specie de șerpi din genul Atractus, familia Colubridae, descrisă de Boulenger 1896. Conform Catalogue of Life specia Atractus boettgeri nu are subspecii cunoscute.